# Music of the Spheres (album của Coldplay)
Music of the Spheres (Vol I. From Earth with Love) là album phòng thu thứ chín của ban nhạc rock người Anh Coldplay, được phát hành vào ngày 15 tháng 10 năm 2021 thông qua Parlophone ở Vương quốc Anh và Atlantic Records ở Hoa Kỳ. Album được sản xuất bởi Max Martin, người là cộng tác viên mới của ban nhạc. Ngoài ra, album còn có sự xuất hiện của khách mời như Selena Gomez, We Are King, Jacob Collier, BTS và sự đóng góp của nhà sản xuất điện tử Jon Hopkins.
Album là concept album chủ đề không gian thứ hai của ban nhạc, sau  X&Y  năm 2005 và khám phá pop, pop rock, space rock , nhạc không gian và ambient. Nó được đặt trong một hệ thống hành tinh hư cấu có tên là  The Spheres , bao gồm chín hành tinh, ba vệ tinh tự nhiên, một ngôi sao và một tinh vân, với mỗi một trong số chúng tương ứng với một đường đi nhất định trong hồ sơ. Theo ca sĩ chính Chris Martin, ý tưởng và chủ đề của nó được lấy cảm hứng từ loạt phim  Chiến tranh giữa các vì sao , khiến anh và các thành viên ban nhạc khác tự hỏi những nghệ sĩ khác có thể như thế nào trên toàn vũ trụ , đồng thời sử dụng các hành tinh làm khung vẽ để khám phá trải nghiệm của con người.
"Higher Power" và "My Universe" được phát hành dưới dạng đĩa đơn chính của album, với bài trước đó đã được đề cử cho Màn trình diễn song ca / nhóm nhạc Pop xuất sắc nhất tại Giải Grammy hàng năm lần thứ 64, và đứng đầu tại Hoa Kỳ '' 'Billboard' 'Hot 100. "Let Somebody Go" được phát hành dưới dạng đĩa đơn thứ ba trong album vào ngày 7 tháng 2 năm 2022. "Coloratura" và "People of the Pride" là đĩa đơn quảng cáo.
 Music of the Spheres  nhận được nhiều đánh giá trái chiều từ các nhà phê bình, nhiều người trong số họ chỉ trích sự nhạy cảm và phong cách pop của album. Tuy nhiên, ca khúc kết thúc của album "Coloratura" đã nhận được sự tán thưởng rộng rãi của giới phê bình, phần lớn vì cấu trúc và cách sản xuất dài dòng, độc đáo. Nó cũng trở thành một thành công về mặt thương mại, đứng đầu ở vị trí số một tại Vương quốc Anh. Để hỗ trợ album mới, Coldplay hiện đang bắt đầu Music of the Spheres World Tour kể từ tháng 3 năm 2022.

## Cảm hứng
Ý tưởng cho một bản thu âm theo chủ đề không gian đã được ban nhạc hình dung từ năm 2010, khi giọng ca chính Chris Martin đề xuất một dự án xây dựng "một hệ thống năng lượng mặt trời", như đã nêu trong một blog do ban nhạc xuất bản, tên là "Roadie # 42 ". Dự án này cuối cùng đã dẫn đến việc tạo ra vũ trụ cho album năm 2011 của Coldplay  Mylo Xyloto  , điều này sẽ tiếp tục truyền cảm hứng cho vũ trụ  Âm nhạc của những quả cầu .
Vào thời điểm  Everyday Life  được phát hành, vào tháng 11 năm 2019, một trong những gợi ý được giấu trong phần đôi của tập sách gồm các ấn bản digibook và vinyl thực của album, trong đó một bảng quảng cáo đen trắng ở một cánh đồng quảng cáo "Âm nhạc của những quả cầu". Ở góc dưới cùng bên trái, dòng chữ nhỏ hơn cho biết "Coldplay sắp ra mắt". Khác gợi ý về tài liệu tương lai được ẩn trong lời bài hát và video nhạc từ thời  Cuộc sống hàng ngày .

## Bối cảnh và ý tưởng
Music of the Spheres  được mô tả là nhạc pop, pop rock, synth-pop, space rock, nhạc không gian, electro pop, soft rock, và ambient. Ca sĩ chính Chris Martin nói rằng chủ đề của album được lấy cảm hứng từ "wonder [ing] các nhạc sĩ trên khắp vũ trụ sẽ như thế nào" sau khi xem Mos Eisley [[cantina] ]] ban nhạc biểu diễn trong  Chiến tranh giữa các vì sao  và đưa ra những suy đoán liên quan đến âm thanh không gian bên ngoài.
Album lấy bối cảnh trong một hệ thống hành tinh hư cấu có tên là  The Spheres , bao gồm chín hành tinh, ba vệ tinh tự nhiên, một ngôi sao và một tinh vân gần đó. Mỗi ca khúc trong album đại diện cho một thiên thể từ  The Spheres . Theo danh sách các ca khúc của album, đó là: Neon Moon I ("Music of the Spheres"), Kaotica ("Higher Power"), Echo ("Humankind"), Kubik (" Alien Choir "), Calypso (" Let Somebody Go "), Supersolis (" Human Heart "), Ultra (" People of the Pride "), Floris (" Biutyful "), Neon Moon II ("Music of the Spheres II"), Epiphane ("My Universe"), Infinity Station ("Infinity Sign") và Coloratura ("[[Coloratura (song) | Coloratura] ] "). Supersolis là ngôi sao ở trung tâm của hệ thống, và Coloratura là Nebula. Mỗi thiên thể trong  The Spheres  có ngôn ngữ riêng: EL 1 cho Neon Moon I, Kaotican cho Kaotica, Mirror Text cho Echo, Qblok cho Kubik, Aquamarine cho Calypso, Supersolar cho Supersolis, Voltik cho Ultra, Bloom cho Floris, EL 2 cho Neon Moon II, Spheric cho Epiphane, Infinitum cho Infinity Station và Coloraturan cho Coloratura. Một vệ tinh tự nhiên chưa được đặt tên quay quanh Echo, trong khi cả hai Mặt trăng Neon đều quay quanh Epiphane.  Hành tinh bị mất  có tên Aurora cũng là một phần của hệ thống và mặc dù không có bài hát nào trong album đại diện cho nó, nhưng người hâm mộ đã đưa ra giả thuyết rằng nhạc cụ ngắn "A Wave", được chơi ở cuối các buổi hòa nhạc trong chặng đầu tiên của Âm nhạc của Spheres World Tour, được kết nối với nó. Tác phẩm nghệ thuật có hệ thống hành tinh được tạo ra bởi Pilar Zeta, người đã làm việc cho hai album trước của Coldplay  Everyday Life  (2019) và  A Head Full of Dreams  (2015).

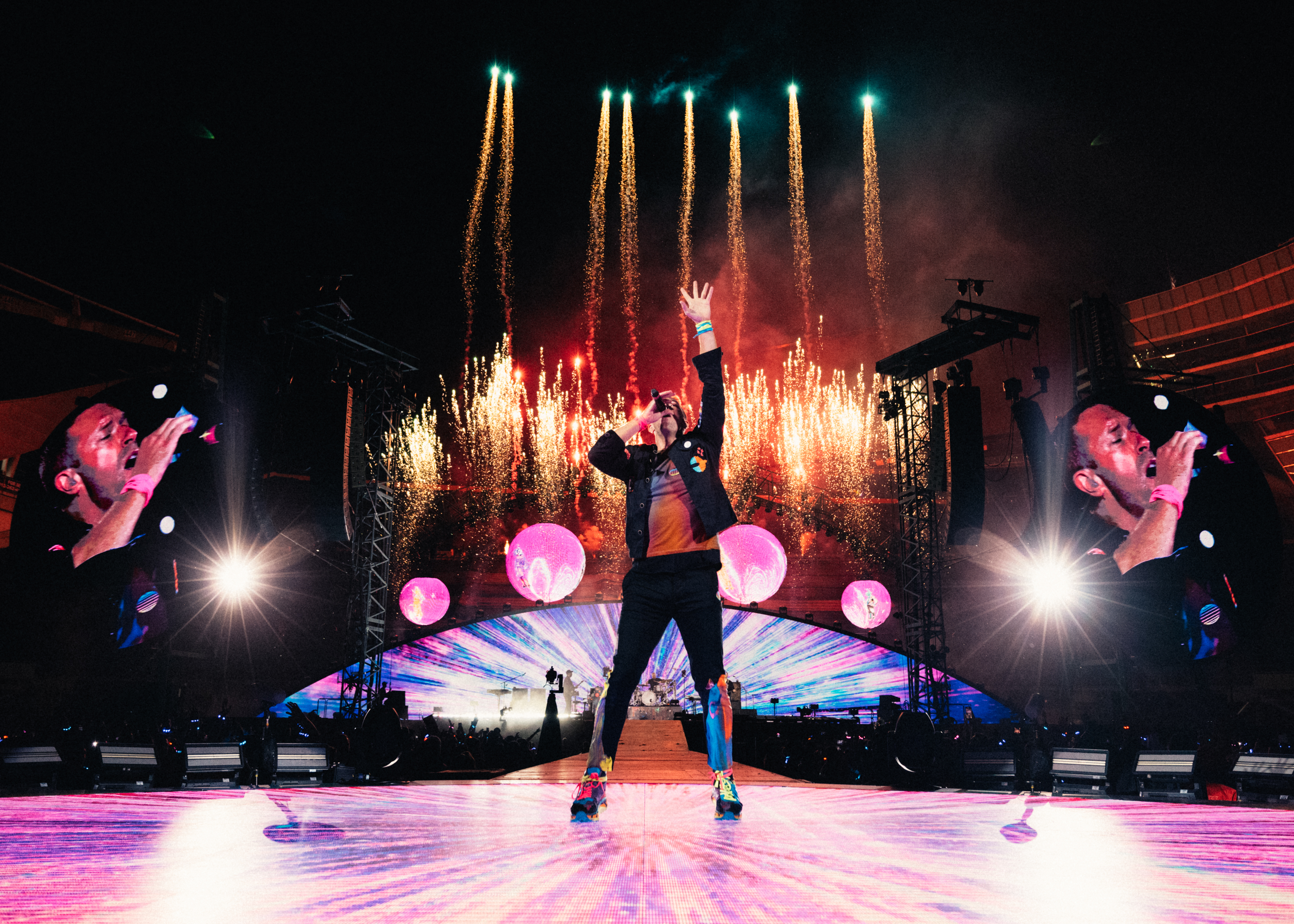
Buổi biểu diễn MOTS World Tour sau khi album được phát hành.

Martin sử dụng các hành tinh như một bức tranh vẽ để khám phá trải nghiệm của con người: "Đó thực sự là một kỷ lục khác về cuộc sống con người, nhưng với sự tự do này đến khi bạn giả vờ đó là về những sinh vật khác ở những nơi khác". Tay trống Will Champion đã nêu rằng  Everyday Life  là về việc đưa ra những câu hỏi lớn về cá nhân, trong khi  Music of the Spheres  quảng bá nhiều hơn về mục đích của ban nhạc liên quan đến huma ranh giới nhỏ và nhân tạo, nói rằng: "Chúng tôi trong lịch sử là một ban nhạc có xu hướng lấp đầy không gian". Album được quảng cáo với dòng chữ "Mọi người đều là người ngoài hành tinh ở đâu đó", theo Champion, là về việc con người nhìn vào những gì kết hợp họ, chứ không phải những gì tách biệt họ, nói: "Từ quan điểm từ một hành tinh khác, chúng ta sẽ là người ngoài hành tinh. Chúng tôi đã tìm kiếm góc độ mà tất cả chúng ta đều bình đẳng ".
Vũ trụ hư cấu của  Music of the Spheres  một phần được lấy cảm hứng từ vũ trụ do ban nhạc tạo ra cho album năm 2011  Mylo Xyloto , và theo giám đốc sáng tạo Phil Harvey, có một số tham chiếu đến nó. Một trong những tham chiếu này có thể là sự xuất hiện của "bộ giảm thanh"  Mylo Xyloto  trong video nhạc cho "My Universe".

## Chuyến lưu diễn
Vào ngày 7 tháng 10 năm 2021, Coldplay thông báo rằng sự kiện ra mắt album Music of the Spheres, mang tên "The Atmospheres", sẽ được tổ chức tại bốn thành phố trên khắp thế giới (Berlin, London, New York và Tokyo) vào ngày 15 và 16 tháng 10. Ở mỗi thành phố, sẽ có một "công trình lắp đặt tùy chỉnh" cho phép người hâm mộ "được đưa đến The Spheres - hệ mặt trời xa xôi đóng vai trò lưu trữ cho album mới nhất của ban nhạc, nơi mỗi trong số mười hai bản nhạc được kết hợp với một hành tinh." Trong sự kiện này, người hâm mộ sẽ có cơ hội "tạo thông điệp bằng ngôn ngữ ngoài hành tinh của riêng họ, chụp ảnh selfie trong photobooth thực tế tăng cường và thậm chí giúp tăng cường trải nghiệm thông qua các lối đi động học đặt riêng." Theo ban nhạc, sự kiện sẽ được thực hiện bằng cách hợp tác với Amazon Music.

## Danh sách bài hát
Các thành viên sáng tác nhạc của Coldplay là Guy Berryman, Jonny Buckland, Will Champion và Chris Martin.
| Danh sách bài hát của Music of the Spheres | Danh sách bài hát của Music of the Spheres                         | Danh sách bài hát của Music of the Spheres                   | Danh sách bài hát của Music of the Spheres            | Danh sách bài hát của Music of the Spheres |
| STT                                        | Nhan đề                                                            | Sáng tác                                                     | Sản xuất                                              | Thời lượng                                 |
| ------------------------------------------ | ------------------------------------------------------------------ | ------------------------------------------------------------ | ----------------------------------------------------- | ------------------------------------------ |
| 1.                                         | "Music of the Spheres" (cách điệu là "")                           | Coldplay Max Martin Bill Rahko                               |                                                       | 0:58                                       |
| 2.                                         | "Higher Power"                                                     | Coldplay M. Martin Federico Vindver Denise Carite            | M. Martin Oscar Holter Rahko Rik Simpson Daniel Green | 3:31                                       |
| 3.                                         | "Humankind"                                                        |                                                              |                                                       | 4:26                                       |
| 4.                                         | "Alien Choir" (cách điệu là "")                                    |                                                              |                                                       | 0:53                                       |
| 5.                                         | "Let Somebody Go" (với Selena Gomez)                               |                                                              |                                                       | 4:02                                       |
| 6.                                         | "Human Heart" (cách điệu là "") (với We Are King và Jacob Collier) |                                                              |                                                       | 3:09                                       |
| 7.                                         | "People of the Pride"                                              |                                                              |                                                       | 3:37                                       |
| 8.                                         | "Biutyful"                                                         |                                                              |                                                       | 3:12                                       |
| 9.                                         | "Music of the Spheres II" (cách điệu là "")                        |                                                              |                                                       | 0:21                                       |
| 10.                                        | "My Universe" (với BTS)                                            | Coldplay M. Martin Rahko Holter Suga J-Hope RM               |                                                       | 3:48                                       |
| 11.                                        | "Infinity Sign" (cách điệu là "")                                  |                                                              |                                                       | 3:46                                       |
| 12.                                        | "Coloratura"                                                       | Coldplay M. Martin Paris Strother John Metcalfe Davide Rossi | M. Martin Holter Rahko                                | 10:19                                      |
| Tổng thời lượng:                           | Tổng thời lượng:                                                   | Tổng thời lượng:                                             | Tổng thời lượng:                                      | 42:10                                      |

| Bài hát tặng kèm phiên bản tiếng Nhật | Bài hát tặng kèm phiên bản tiếng Nhật | Bài hát tặng kèm phiên bản tiếng Nhật | Bài hát tặng kèm phiên bản tiếng Nhật               | Bài hát tặng kèm phiên bản tiếng Nhật |
| STT                                   | Nhan đề                               | Sáng tác                              | Sản xuất                                            | Thời lượng                            |
| ------------------------------------- | ------------------------------------- | ------------------------------------- | --------------------------------------------------- | ------------------------------------- |
| 13.                                   | "Higher Power" (Acoustic)             | Coldplay M. Martin Vindver Carite     | M. Martin Holter Rahko Simpson [a] Green [a]        | 3:34                                  |
| 14.                                   | "Higher Power" (Tiësto Remix)         | Coldplay M. Martin Vindver Carite     | M. Martin Holter Rahko Simpson [a] Green [a] Tiësto | 3:49                                  |
| Tổng thời lượng:                      | Tổng thời lượng:                      | Tổng thời lượng:                      | Tổng thời lượng:                                    | 48:36                                 |

## Lịch sử phát hành
| Quốc gia | Ngày              | Định dạng                                      | Hãng đĩa                         | Nguồn       |
| -------- | ----------------- | ---------------------------------------------- | -------------------------------- | ----------- |
| Toàn cầu | 15 tháng 10, 2021 | Tải kỹ thuật số phát trực tuyến cassette CD LP | Parlophone Atlantic Warner Music | [ 1 ] [ 2 ] |